# Expedición estadounidense a Egipto (1882)

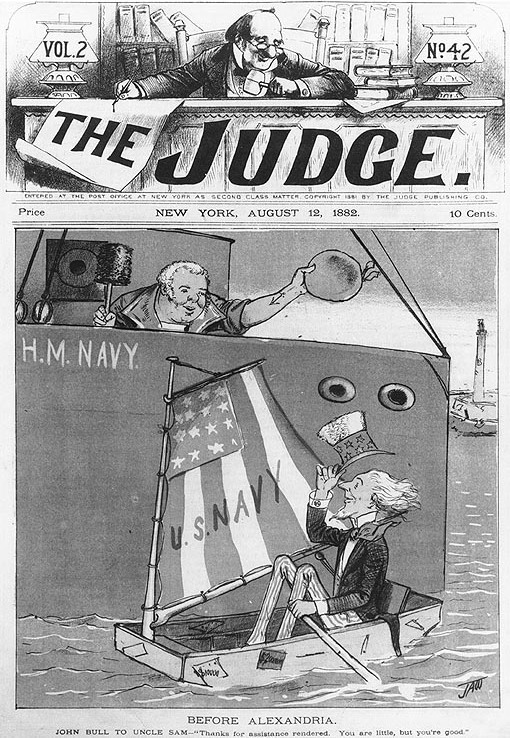
Portada de The Judge, 12 de agosto de 1882, destacando un dibujo animado de "JAW" sobre la ayuda prestada por la armada estadounidense durante el bombardeo británico de Alejandría en julio de 1882.

La Expedición estadounidense a Egipto de 1882 (o solamente, Expedición de Egipto) fue una expedición militar enviada por los Estados Unidos contra Egipto durante la Guerra anglo-egipcia del 1882.
En respuesta a la posibilidad de guerra entre Gran Bretaña y Egipto, tres buques de guerra de la Armada de los Estados Unidos de la Escuadra Europea bajo el mando del contralmirante James W. Nicholson recibieron órdenes de zarpar hacia Alejandría a mediados de 1882. Su objetivo era observar cualquier conflicto posible en la costa e intervenir si fuera necesario.

## Desarrollo del conflicto
El primer buque de guerra en llegar fue el buque insignia de Nicholson, el bergantín de hélice USS Lancaster, que llegó cerca del puerto de Alejandría el 27 de junio de 1882. Unos días después, la cañonera USS Nipsic llegó el 1 de julio y la corbeta USS Quinnebaug el 12 de julio, ambos buques se unieron al buque de Nicholson. Aunque una flota de la Marina Real Británica bajo el mando del almirante Beauchamp Seymour había anclado frente a Alejandría en mayo, el conflicto no estalló hasta el 11 de julio. Los barcos de Seymour iniciaron un bombardeo naval de los fuertes egipcios en la ciudad bajo el mando de Ahmed Urabi; habiendo sido informado por los británicos de sus intenciones de antemano, Nicholson pudo informar a todos los estadounidenses en Alejandría del bombardeo para permitirles tomar las precauciones necesarias para protegerse a sí mismos y sus propiedades.
Aunque los fuertes egipcios devolvieron el fuego a la flota británica, eventualmente todos fueron silenciados para el 13 de julio. Durante el bombardeo, los barcos de Nicholson permitieron que los alejandrinos que solicitaron refugio o tratamiento médico subieran a bordo. Para el 14 de julio, el bombardeo había terminado prácticamente, y Alejandría estaba en un estado de anarquía, con incendios arrasando la ciudad. Restos de las fuerzas de Urabi junto con elementos de la población civil comenzaron a atacar a los residentes extranjeros, incluidos ciudadanos estadounidenses.
En respuesta, Nicholson decidió enviar una fuerza de desembarco a tierra. El capitán del Cuerpo de Marines de los Estados Unidos, Henry Clay Cochrane, junto con dos tenientes, fue asignado para comandar una fuerza de 70 Marines estadounidenses y 57 marineros americanos con órdenes de ocupar el consulado estadounidense, patrullar la ciudad y combatir los incendios que estaban arrasando la sección europea de Alejandría. El grupo de desembarco fue el primer contingente de tropas extranjeras en ingresar al centro de la ciudad después del bombardeo, y luego fueron seguidos por una fuerza de ocupación de 4.000 británicos y tropas de otras naciones. Para el 20 de julio, las condiciones en la ciudad habían mejorado considerablemente, por lo que la mayoría de los marines y marineros fueron retirados, excepto por una pequeña fuerza del USS Quinnebaug bajo el teniente Frank L. Denny, que fue retirada el 24 de julio, poniendo fin a la operación.